# Флаг Шадринска
Флаг муниципального образования город Ша́дринск Курганской области Российской Федерации — является символом муниципального образования — город Шадринск, символом его общественно-исторического значения и административно-территориального статуса.
Флаг утверждён 17 июня 1999 года и внесён в Государственный геральдический регистр Российской Федерации с присвоением регистрационного номера 502.

## Описание
«Флаг города Шадринска представляет собой полотнище небесно-голубого цвета, высота и ширина которого соотносятся как 2:3, в центре которого помещено изображение бегущей куницы — главной гербовой эмблемы города Шадринска — цвета охры. Прорисовка деталей изображения куницы — красного цвета. Высота эмблемы куницы составляет 1/2 высоты полотнища.
Оборотная сторона флага является зеркальным отображением его лицевой стороны».

## Символика
Флаг города Шадринска имеет полотнище традиционных российских пропорций (отношение высоты к ширине 2:3).
В основу флага положен исторический герб города Шадринска, Высочайше утверждённого 17 (28) июля 1783 года вместе с другими гербами городов Пермского наместничества: «Старый герб, в серебряном поле куница, означающая изобилие промысла оными».
Как показали архивные разыскания, в историческом гербе куница изображалась золотой. Несмотря на то, что в геральдике наложение золотой фигуры на серебряное поле считается «запрещённым» (см. правило тинктур), двухвековой возраст Шадринского герба и законодательный характер его утверждения перекрывают эту геральдическую «неправильность».
Полотнище флага окрашено в небесно-голубой цвет, выступающем интерпретацией серебра (металла, из которого исполнен щит герба города Шадринска), и несёт на себе гербовую эмблему — золотую куницу.
Голубой, золотой и серебряный цвета являются геральдическими цветами Святого Архистратига Михаила, который издавна почитается как небесный покровитель Шадринска.
Эмблема куницы — если она исполняется не золотом и не бронзой — должна быть окрашена в цвет, максимально приближенный к охре, но не переходить в оранжевый или лимонный цвет.